# Eric Taylor
Eric Taylor (ur. 18 października 1976 w Cincinnati) – amerykański koszykarz występujący na pozycjach skrzydłowego oraz środkowego, po zakończeniu kariery zawodniczej trener koszykarski, aktualnie asystent trenera na uczelni Saint Francis.

## Osiągnięcia
NCAA
- Zaliczony do składów[1]:
  - All-NEC First Team (1997, 1998)
  - NEC All-Newcomer Team (1995)
- Lider konferencji Northeast w zbiórkach (1997, 1998)[2]

Drużynowe
- Mistrz ABA (2002)[3]
- Mistrz Dominikany (2000)[4]
- Brązowy medalista mistrzostw Polski (2005)
- Uczestnik rozgrywek Eurocup (2008–2010)

Indywidualne
- 3-krotny uczestnik meczu gwiazd PLK (2003, 2005, 2006)[5]